# Martivell
|  | No s'ha de confondre amb l'antic nom del municipi Sant Martí Vell. |

Martivell és una urbanització dins del terme municipal de Gelida (Alt Penedès, Província de Barcelona) que consta de quatre polígons, essent els més habitats el primer i el tercer polígon. L'any 2023, hi constaven 731 habitants empadronats. Està situat a uns tres quilòmetres de Gelida i a uns vuit de Sant Sadurní d'Anoia, i està comunicat amb ambdós nuclis a través de la carretera C-243b.